# NGC 4323
NGC 4323是位於后髮座中，距離約5,250萬光年遠的一個透鏡或矮橢圓星系。這個星系是天文學家威廉·坦普爾在1882年發現的，是室女座星系團的成員之一。

## 與M100的交互作用
NGC 4323 是M100的同伴，它位於 78,000 ly（24 kpc）之遙。這兩個星系似乎是交互作用星系，M100的旋轉曲線，其電離氫區的不對稱就是證據之一，並且有一個暗淡的光橋連接它與NGC 4323 。然而，因為NGC 4323僅是一個小星系，與M100又有很大的距離相隔著，Knapen等人認為這兩個星系沒有交互作用。

## 外部連結
- WikiSky上关于NGC 4323的内容：DSS2, SDSS, GALEX, IRAS, 氢α, X射线, 天文照片, 天图, 文章和图片
- NGC 4323（页面存档备份，存于）